# Preußische Generalsynode 1846
Die Generalsynode von 1846 war die erste Synode für den gesamten Bereich der Evangelischen Landeskirche in Preußen. Sie tagte vom 2. Juni bis zum 29. August 1846 im Berliner Stadtschloss. Da sie in der damaligen Kirchenverfassung rechtlich nicht verankert war, waren ihre Ergebnisse nur beratend und wurden von König Friedrich Wilhelm IV. nicht aufgegriffen. 

## Vorgeschichte
Schon in der Zeit der Befreiungskriege 1813–1815 gab es Bestrebungen, in der evangelischen Kirche Preußens die überkommene Kirchenverfassung zu ändern, indem man den Konsistorien als Organen des landesherrlichen Kirchenregiments Synoden an die Seite stellte. König Friedrich Wilhelm III. setzte 1816 einen Beratungsprozess in Gang, in dessen Verlauf 1817–1819 Kreis- und Provinzialsynoden (nur aus Geistlichen gebildet) tagten und teilweise eine Ersetzung der Konsistorialverfassung durch eine Synodalverfassung forderten. 1822 entschied der König jedoch, keine Generalsynode einzuberufen und brach so diesen Prozess wieder ab. Analog zu seiner ablehnenden Haltung gegenüber den Forderungen nach einer Staatsverfassung (Konstitutionalismus) ließ er auf kirchlichem Gebiet keine Verfassungsänderungen zu. Nur in den Westprovinzen Rheinland und Westfalen, wo die Selbstregierung der Kirche durch Synoden eine lange Tradition hatte, wurde 1835 mit der Rheinisch-Westfälischen Kirchenordnung eine Mischform aus konsistorialer und synodaler Leitung der Kirche eingerichtet.
Als Friedrich Wilhelm IV. 1840 den Thron bestieg, kamen Hoffnungen auf, dass der 1822 abgebrochene Weg fortgesetzt werden könne. Tatsächlich wies der König seinen Kultusminister Johann Albrecht Friedrich von Eichhorn am 14. Dezember 1841 durch eine Kabinettsordre an, Kreissynoden einzuberufen. Während Friedrich Wilhelm IV. sich hiervon eine Unterstützung seines (geheimen) Plans zur Umgestaltung der Kirche im Sinne einer vermeintlich apostolischen bischöflichen Verfassung erhoffte, setzte Eichhorn auf eine Förderung von Gemeindebewusstsein und lebendiger Frömmigkeit. Weil er dies besonders in den Westprovinzen sah, sympathisierte er mit den Forderungen nach einer Übertragung der synodalen Elemente aus der Rheinisch-Westfälischen Kirchenordnung auf ganz Preußen. Am 10. Juli 1843 berief er durch einen Erlass Kreissynoden in allen Provinzen ein. Die Richtung gab er ihnen vor, indem er seine Überzeugung ausdrückte, „daß die evangelische Kirche ..., nicht nur von Seiten des Kirchenregiments geleitet, sondern vornämlich aus eigenem, innern Leben und Antrieb erbaut sein will“.
Von den 1843 tagenden Kreissynoden und den 1844 tagenden Provinzialsynoden wurden die Aussichten auf eine Reform der Kirchenverfassung größtenteils positiv aufgenommen. Vielfach wurde die Einführung von Presbyterien sowie von Synoden mit Laienbeteiligung gefordert. Dies schreckte aber die Vertreter der Neuorthodoxie (angeführt durch die von Ernst Wilhelm Hengstenberg herausgegebene Evangelische Kirchenzeitung), die einen Durchbruch des theologischen Rationalismus in der Landeskirche befürchteten. Wie stark dieser in der Bevölkerung verankert war, machte die Popularität der „Lichtfreunde“ 1844/45 deutlich. Die Rationalisten erhofften sich von den Synoden eine Aufhebung des „Symbolzwangs“, d. h. der Bindung an die Bekenntnisse des 16. Jahrhunderts, während die Orthodoxen gerade auf eine verstärkte Anwendung der Bekenntnisverpflichtung hinarbeiteten. Eng damit verbunden war die Frage nach dem Charakter der preußischen Union, die in den verschiedenen Kabinettsordres Friedrich Wilhelms III. unterschiedlich bestimmt worden war.
Der zuständige Minister Eichhorn sah als Hauptaufgaben der Generalsynode, durch die der Beratungsprozess abgeschlossen werden sollte, allerdings nicht Bekenntnis und Union, sondern die Lösung praktischer Fragen sowie den Neubau der Kirchenverfassung. Den Hoffnungen auf eine Selbstregierung der evangelischen Kirche durch Synoden gab auch der König neue Nahrung, als er im Oktober 1845 gegenüber dem Berliner Magistrat erklärte, sein Grundsatz sei, „die Kirche durch sich selbst sich gestalten zu lassen“.

## Zusammensetzung und Leitung
Einen Vorschlag von Eichhorn modifizierend, legte Friedrich Wilhelm IV. fest, dass der Generalsynode 75 Männer angehören sollten. Aus jeder Provinz sollten der Generalsuperintendent, der Präsident des Provinzialkonsistoriums (d. h. meist der Oberpräsident), die Assessoren und Scribae der Provinzialsynoden sowie je drei von den Provinzialsynoden gewählte Laien teilnehmen, dazu je ein Jura- und ein Theologieprofessor der sechs preußischen Universitäten, die vier Berliner Hofprediger, der Feldpropst und der Vizegeneralsuperintendent der Niederlausitz. Damit war eine fast gleiche Zahl von Laien und Theologen gewährleistet.
Zu den gewählten Mitgliedern gehörten zahlreiche Vertreter des liberalen Bürgertums wie die (Ober-)Bürgermeister Heinrich Wilhelm Krausnick (Berlin), August Friedrich Krah (Königsberg), Karl August Wilhelm Bertram (Halle) und Hans Albert Eduard Schallehn (Stettin), ebenso Adlige wie Alfred von Auerswald, Maximilian von Schwerin-Putzar und Adolf von Thadden-Trieglaff. Unter den Theologieprofessoren waren die Häupter der Vermittlungstheologie wie Julius Müller (Halle), Isaak August Dorner (Königsberg), Karl Immanuel Nitzsch, Karl Heinrich Sack (beide Bonn) und August Twesten (Berlin). Der bedeutendste Juraprofessor war Friedrich Julius Stahl (Berlin), der zusammen mit dem Breslauer Generalsuperintendenten August Hahn und dem Magdeburger Konsistorialpräsidenten Karl Friedrich Göschel als Wortführer der Orthodoxen wirkte.
Zum Vizepräsidenten (neben dem Verhandlungsleiter Eichhorn) wurde der brandenburgische Generalsuperintendent Daniel Amadeus Neander gewählt, der sich knapp gegen Moritz August von Bethmann-Hollweg durchsetzen konnte.

## Ablauf und Ergebnis der Verhandlungen
Während der ersten Wochen wurden nur wenige Plenarsitzungen abgehalten, in denen Fragen wie die Eidleistungen, die Entlastung der Superintendenten, die Vorbereitung auf das geistliche Amt und die Pensionierung von Pfarrern auf dem Programm standen. Parallel dazu tagten Kommissionen, um die Beratungen über die Hauptgegenstände Union und Bekenntnisverpflichtung sowie Kirchenverfassung vorzubereiten.
Das Gutachten zur Bekenntnisverpflichtung war von Nitzsch geprägt. Es hielt eine Verpflichtung der Geistlichen zur rechten Lehre für notwendig, plädierte aber gegen die Wiedereinführung der Verpflichtung auf bestimmte Bekenntnisse bei der Ordination, weil dies der Union widersprechen würde. Stattdessen hatte Nitzsch einen Vorhalt entworfen, durch den ein Ordinand sich zu bestimmten zentralen Glaubenslehren bekennen sollte (später als „Nitzschenum“ verspottet). In der mehrtägigen Diskussion wurde sein Vorschlag sowohl von prinzipiellen Gegnern jeden „Symbolzwangs“ als auch von Orthodoxen, die eine Verpflichtung auf die Bekenntnisschriften oder zumindest auf die Confessio Augustana als Hauptbekenntnis wünschten, angegriffen. Trotzdem gelang es Eichhorn, eine Mehrheit für die Wiedereinführung einer Lehrverpflichtung zu erreichen. Deren Inhalt sollte im Zusammenhang mit der Unionsfrage erneut aufgegriffen werden.
Das Gutachten zur Union, von Julius Müller verfasst, wertete die preußische Union grundsätzlich positiv, sah aber die Notwendigkeit, dass sie zu einem bestimmten Ausdruck kommen müsse. Dazu sollte eine Lehrordnung dienen, die die fundamentalen Lehren benannte, in denen lutherische und reformierte Theologie übereinstimmten. Gemeinsam mit dem Ordinationsformular wäre damit eine verbindliche Grundlage der Union geschaffen gewesen. Nach kontroverser Diskussion erreichte Eichhorn wiederum zunächst einen Grundsatzbeschluss: Die Union dürfe sich nicht auf gemeinsame Verwaltung und gleiche Liturgie beschränken, sondern sei auf eine theologische Grundlage zu stellen, aber nicht durch ein umfassendes und alle Differenzen ausgleichendes Lehrbekenntnis.
Als die Frage nach dem Inhalt der Ordinationsverpflichtung wieder aufgenommen wurde, prallten erneut die Fronten aufeinander. In einer Kampfabstimmung wandte sich eine klare Mehrheit gegen die Verpflichtung auf bestimmte reformatorische Bekenntnisse oder auch nur das Apostolikum. Der Ordinationsvorhalt wurde revidiert, wobei Stahl und Twesten Änderungen in ihrem Sinn durchsetzen konnten. Die im Plenum nochmals geänderten Formulierungen stellten einen Kompromiss zwischen einem möglichst unverbindlichen Hinweis auf evangelische Grundwahrheiten und einem ausdrücklichen Bezug auf die reformatorischen Bekenntnisschriften dar. Abschließend wurde auch eine Erklärung zur Union verabschiedet, in deren wichtigstem dritten Teil der Konsens der lutherischen und reformierten Bekenntnisschriften ausformuliert war.
Die Debatte zur Kirchenverfassung ging von einem Kommissionsentwurf aus, an dem Stahl mitgewirkt hatte. Entgegen seinen eigenen Überzeugungen, die auf eine bischöfliche Verfassung zielten, orientierte auch er sich an der Rheinisch-Westfälischen Kirchenordnung. Die presbyterial-synodalen Elemente sollten aber gegenüber der Konsistorialverfassung noch stärker zurückgedrängt werden. Die Mehrheit der Synode sprach sich zwar für einen Ausgleich beider Modelle aus, aber die Revision des Entwurfs trug dem nur unvollständig Rechnung. Die in der letzten ordentlichen Sitzung beschlossene Verfassung hätte in ähnlicher Weise wie die (unter Kultusminister Adalbert Falk) schließlich 1873/76 durchgesetzte Ordnung Presbyterien und Synoden auf allen Ebenen geschaffen, die Entscheidungsgewalt aber weitgehend bei dem Ministerium bzw. einem zu schaffenden Oberkonsistorium belassen. Dieses entstand durch die politischen Turbulenzen mit Verzögerung 1850 als Evangelischer Oberkirchenrat der altpreußischen Landeskirche.

## Die Zurückweisung der Ergebnisse
Ende August wurde die Generalsynode nach Erledigung ihrer wichtigsten Aufgaben vertagt. Nun wurde gespannt erwartet, ob der König ihre Ergebnisse sanktionieren würde. Schon während der Beratungen hatte die Evangelische Kirchenzeitung eine Kampagne gegen die Beschlüsse zu Union und Bekenntnis begonnen, durch die man die Rechtgläubigkeit gefährdet sah. Doch auch Rationalisten und Liberale bekämpften die vorgesehene Bekenntnisverpflichtung als Einschränkung der protestantischen Freiheit. Die Unterstützer traten nur halbherzig für die Ergebnisse ein. Friedrich Wilhelm IV. war von vornherein entschlossen, die vorgeschlagene neue Kirchenverfassung nicht umzusetzen, weil sie seinen Vorstellungen nicht entsprach. Den Beschlüssen zu Bekenntnis und Union hatte er anfangs offen gegenübergestanden, ließ sich aber durch seine Berater Leopold und Ernst Ludwig von Gerlach sowie Ludwig Gustav von Thile zur Nicht-Bestätigung bewegen. Damit war die evangelische Kirche für den Rest seiner Regierungszeit (unterbrochen nur durch einige Monate des Revolutionsjahres 1848, als Graf Schwerin-Putzar als Kultusminister amtierte) auf einen Kurs der Orthodoxie festgelegt. Nicht nur die Rationalisten, sondern der größte Teil des liberalen Bürgertums, wurde dadurch der Kirche dauerhaft entfremdet.